# Jan-Baptist De Vos
 (août 2015).
Pour les articles homonymes, voir Vos et De Vos.
Jan Baptist De Vos, né à Termonde le 7 février 1844 et décédé à Anvers le 30 mars 1923 fut un homme politique flamand libéral.
Il fut employé, commerçant, bourgmestre d'Anvers.

## Sources
- Liberaal Archief